# Григорьев, Андрей Владимирович
Андре́й Влади́мирович Григо́рьев (род. 6 ноября 1972, Москва) — российский лингвист, доктор филологических наук, профессор кафедры общего языкознания Московского педагогического государственного университета. Является председателем (с 2011 года, с 2006 — членом) Центральной предметно-методической комиссии по русскому языку Всероссийской олимпиады школьников и председателем жюри заключительного этапа Всероссийской олимпиады школьников по русскому языку. Член методической комиссии и жюри олимпиады школьников Союзного государства «Россия и Беларусь: историческая и духовная общность». Входит в состав редколлегии журнала «Вопросы филологии».

## Биография
В 1989 году окончил филологический факультет МГПИ им. В. И. Ленина, а в 1994 году — аспирантуру МПГУ, защитив кандидатскую диссертацию «Соотношение славяно-русского текста Евангелия от Марка и его греческого оригинала» (1997). С 1994 года работает на кафедре общего языкознания МПГУ, пройдя путь от ассистента до профессора. Также работал в Московском городском педагогическом университете, где вёл дисциплину «Старославянский язык». В 2009 году А. В. Григорьев защитил докторскую диссертацию «Источниковедение истории русской библейской фразеологии».
Автор учебников для вузов и монографий, автор и участник сюжетов рубрики «Словарный запас» передачи «Черные дыры. Белые пятна» на телеканале «Культура», участник передач о русском языке на радио.